# Sofia Murátova
Sofia Murátova (Leningrado (actual San Petersburgo), Rusia, 13 de julio de 1929-Moscú, 29 de septiembre de 2006) fue una muy exitosa gimnasta artística soviética, dos veces campeona olímpica en las Olimpiadas de Melbourne 1956 y Roma 1960, y tres veces campeona mundial en la década de 1950 y principios de 1960.

## Carrera deportiva
Todas sus medallas de oro fueron en el concurso por equipos, acompañando a otras grandes gimnastas soviéticas como Larisa Latýnina, Polina Astájova, Irina Pervuschina o Tamara Manina, entre otras; y como curiosidad cabe destacar que en las Olimpiadas de Melbourne 1956 ganó el bronce en el concurso con aparatos, que era una modalidad como la de gimnasia rítmica en la actualidad.